# ブラックタイド
ブラックタイド（英: Black Tide）は日本の競走馬、種牡馬。主な勝ち鞍は2004年のスプリングステークス。全弟に2005年の中央競馬クラシック三冠を制したディープインパクト、オンファイアがいる。

## 競走馬時代

### デビュー前
母・ウインドインハーヘアはアイルランドで産まれ、現役時代はイギリスやドイツで出走して通算13戦3勝、1994年の英オークス2着、1995年のアラルポカル（G1）で優勝した。繁殖牝馬として第3仔にレディブロンド（父シーキングザゴールド）を産み、本馬は第6仔（父サンデーサイレンス）として生まれた。
2001年の当歳セレクトセールで9700万円で金子真人により落札された。落札価格は翌年のセレクトセールで金子に落札された全弟のディープインパクト（7000万円）よりも高値であった。

### 2歳（2003年）
2003年12月7日、阪神競馬で武豊を背にデビュー戦を圧勝すると、次走のラジオたんぱ杯2歳ステークスで1戦1勝ながら単勝1.4倍の圧倒的1番人気に支持されたが、レースでは直線で伸びを欠きコスモバルクの4着に終わった。

### 3歳（2004年）
明けて2004年、オープン特別の若駒ステークスで2勝目を挙げた。次走のきさらぎ賞では単勝1.5倍の圧倒的1番人気に支持されたが、ゴール前でマイネルブルックの強襲にあい、2着に終わった。
次走のスプリングステークスでは、同日開催の阪神大賞典に出走するリンカーンに主戦騎手である武豊が騎乗するため横山典弘に乗り替わった。このレースではこれまでの先行・中団からのレースではなく、最後方待機策を選択。直線で一気に他馬をごぼう抜きして勝利した。ラジオたんぱ杯2歳ステークス、きさらぎ賞と重賞では人気になるものの勝ち切れずにいたが、このレースで重賞初勝利を飾った。
4月18日の皐月賞ではコスモバルクに次ぐ2番人気に支持されたが、レースでは出負けし、更に前が止まらない馬場（高速馬場）での後方待機で末脚が不発に終わり、16着と大敗した。このレースではブラックタイドと同じく後方待機策をとったスズカマンボやハーツクライといった翌年G1を制する馬たちも大敗を喫しており、制したのは単勝オッズ32.2倍の10番人気で伏兵として見られていたダイワメジャーだった。高速馬場での先行馬有利という状況と、後方待機の失敗から鞍上が馬を無理に追わなかったため、下位での入線となった。
皐月賞後、屈腱炎を発症し、2年3ヶ月間休養することになる。

### 5歳（2006年）
2006年5月末に帰厩すると、8月に新潟競馬場で行われるダートのオープン特別・関越ステークスで復帰することになった。藤岡佑介を鞍上に迎え、初のダート戦に挑んだ。道中は最後方を追走し、直線では鋭い末脚を繰り出すが7着に敗れた。レース後、調教師の池江泰郎は「とにかくレースを使えたことが収穫。よくここまで来れた」と語った。このレースでは上がり最速を記録した。
その後、得意の芝でのレース、小倉日経オープンに出走し、道中は中団に待機して最後はしぶとく伸びたが3着。さらに幸英明を鞍上に朝日チャレンジカップに出走し6着。続いて藤岡佑介を再び鞍上に迎え、オープン特別のアンドロメダステークスに出走、同日の東京競馬場のメインレース、ジャパンカップで弟のディープインパクトが勝利し、兄弟でのメインレース勝利が期待されたが2着に敗れた。更に12月のディセンバーステークスに鞍上クリストフ・ルメールで出走したが3着に終わった。

### 6歳（2007年）
2007年になってからも中山金杯で3着と好走を続けていたが、続く中山記念では10着と大敗した。この後、大阪城ステークスでも7着に敗れ、日経賞では12着に敗れた。しかしオーストラリアトロフィーでは初めてブリンカーを装着し、開幕週の京都競馬場の前残りとなりやすい馬場の特性を生かして2着に粘った。その後、8か月休養し、ディセンバーステークスで実戦復帰したが、13着に終わった。

### 7歳（2008年）
2008年も中山金杯から始動するが10着、大阪城ステークスでは8着、日経賞ではマツリダゴッホの5着だった。そして、距離短縮で挑んだ都大路ステークスでは勝ったフサイチアウステルからアタマ差の2着に入ったものの、次の目黒記念では8着という結果に終わった。その後、8月1日付で競走馬登録を抹消し、引退した。結局、屈腱炎から復帰した後は一度も勝利できずに競走馬を引退することになった。

## 競走成績
以下の内容は、JBISサーチおよびnetkeiba.comの情報に基づく。
| 競走日     | 競馬場 | 競走名             | 格    | 距離（馬場）  | 頭 数 | 枠 番 | 馬 番 | オッズ （人気） | 着順 | タイム （上がり3F） | 着差 | 騎手        | 斤量 [kg] | 1着馬（2着馬）         | 馬体重 [kg] |
| ---------- | ------ | ------------------ | ----- | ------------- | ----- | ----- | ----- | --------------- | ---- | ------------------- | ---- | ----------- | --------- | ---------------------- | ----------- |
| 2003.12.07 | 阪神   | 2歳新馬            |       | 芝2000m（良） | 9     | 8     | 9     | 001.70（1人）   | 01着 | R2:02.5（34.9）     | -0.6 | 0武豊       | 55        | （スウィフトカレント） | 472         |
| 0000.12.27 | 阪神   | ラジオたんぱ杯2歳S | GIII  | 芝2000m（良） | 13    | 8     | 13    | 001.40（1人）   | 04着 | R2:02.2（35.1）     | -0.6 | 0武豊       | 55        | コスモバルク           | 486         |
| 2004.01.24 | 京都   | 若駒S              | OP    | 芝2000m（良） | 10    | 5     | 5     | 001.20（1人）   | 01着 | R2:02.5（34.3）     | -0.1 | 0武豊       | 56        | （ケージーフジキセキ） | 488         |
| 0000.02.15 | 京都   | きさらぎ賞         | GIII  | 芝1800m（良） | 14    | 4     | 6     | 001.50（1人）   | 02着 | R1:48.0（35.0）     | -0.0 | 0武豊       | 56        | マイネルブルック       | 482         |
| 0000.03.21 | 中山   | スプリングS        | GII   | 芝1800m（稍） | 16    | 6     | 11    | 003.20（2人）   | 01着 | R1:48.3（35.2）     | -0.2 | 0横山典弘   | 56        | （キョウワスプレンダ） | 480         |
| 0000.04.18 | 中山   | 皐月賞             | GI    | 芝2000m（良） | 18    | 4     | 7     | 003.80（2人）   | 16着 | R2:00.1（34.2）     | -1.5 | 0武豊       | 57        | ダイワメジャー         | 488         |
| 2006.07.23 | 新潟   | 関越S              | OP    | ダ1800m（良） | 15    | 8     | 14    | 008.60（7人）   | 07着 | R1:51.7（36.9）     | -0.7 | 0藤岡佑介   | 56        | オーガストバイオ       | 500         |
| 0000.08.20 | 小倉   | 小倉日経OP         | OP    | 芝1800m（良） | 7     | 7     | 7     | 002.30（1人）   | 03着 | R1:48.1（34.5）     | -0.2 | 0藤岡佑介   | 56        | ツルマルヨカニセ       | 506         |
| 0000.09.09 | 中京   | 朝日チャレンジC    | GIII  | 芝2000m（良） | 12    | 7     | 9     | 006.70（3人）   | 06着 | R1:57.9（34.7）     | -0.5 | 0幸英明     | 57        | トリリオンカット       | 494         |
| 0000.11.26 | 京都   | アンドロメダS      | OP    | 芝2000m（良） | 12    | 7     | 9     | 007.50（5人）   | 02着 | R2:00.6（34.8）     | -0.2 | 0藤岡佑介   | 55        | アサカディフィート     | 500         |
| 0000.12.16 | 中山   | ディセンバーS      | OP    | 芝1800m（良） | 11    | 8     | 10    | 002.10（1人）   | 03着 | R1:48.7（34.1）     | -0.2 | 0C.ルメール | 56        | イースター             | 494         |
| 2007.01.06 | 中山   | 中山金杯           | GIII  | 芝2000m（重） | 16    | 6     | 12    | 007.10（2人）   | 03着 | R2:03.7（38.5）     | -1.3 | 0後藤浩輝   | 55        | シャドウゲイト         | 500         |
| 0000.02.25 | 中山   | 中山記念           | GII   | 芝1800m（良） | 16    | 6     | 11    | 023.50（9人）   | 10着 | R1:48.1（35.8）     | -0.9 | 0北村宏司   | 57        | ローエングリン         | 502         |
| 0000.03.10 | 阪神   | 大阪城S            | OP    | 芝1800m（良） | 12    | 8     | 12    | 014.40（7人）   | 07着 | R1:47.3（34.7）     | -0.1 | 0和田竜二   | 55        | スーパーホーネット     | 500         |
| 0000.03.24 | 中山   | 日経賞             | GII   | 芝2500m（良） | 14    | 4     | 6     | 045.60（9人）   | 12着 | R2:33.8（38.0）     | -2.0 | 0松岡正海   | 57        | ネヴァブション         | 496         |
| 0000.04.21 | 京都   | オーストラリアT    | OP    | 芝1800m（良） | 12    | 7     | 9     | 013.90（6人）   | 02着 | R1:46.3（33.2）     | -0.1 | 0和田竜二   | 56        | エイシンデピュティ     | 496         |
| 0000.12.15 | 中山   | ディセンバーS      | OP    | 芝1800m（良） | 16    | 7     | 13    | 013.70（6人）   | 13着 | R1:49.3（35.4）     | -2.0 | 0戸崎圭太   | 56        | サイレントプライド     | 492         |
| 2008.01.05 | 中山   | 中山金杯           | GIII  | 芝2000m（良） | 16    | 4     | 7     | 021.50（8人）   | 10着 | R2:01.4（34.8）     | -0.7 | 0蛯名正義   | 56        | アドマイヤフジ         | 494         |
| 0000.03.15 | 阪神   | 大阪城S            | OP    | 芝1800m（良） | 16    | 4     | 8     | 016.80（9人）   | 08着 | R1:46.8（35.8）     | -0.7 | 0佐藤哲三   | 56        | オースミグラスワン     | 508         |
| 0000.03.29 | 中山   | 日経賞             | GII   | 芝2500m（良） | 13    | 2     | 2     | 048.0（10人）   | 05着 | R2:33.8（35.4）     | -1.1 | 0吉田隼人   | 57        | マツリダゴッホ         | 498         |
| 0000.05.11 | 京都   | 都大路S            | OP    | 芝1600m（稍） | 18    | 1     | 1     | 012.10（5人）   | 02着 | R1:35.1（35.0）     | -0.0 | 0川田将雅   | 56        | フサイチアウステル     | 506         |
| 0000.06.01 | 東京   | 目黒記念           | JpnII | 芝2500m（良） | 18    | 4     | 7     | 061.8（10人）   | 08着 | R2:32.6（35.6）     | -0.7 | 0川田将雅   | 56        | ホクトスルタン         | 490         |

## 種牡馬時代
競走馬登録抹消後は8月4日午前に日高町のブリーダーズ・スタリオン・ステーションに移動し、2009年より種牡馬として供用が開始された。初年度の種付け料は50万円であり、充実した馬格の持ち主であったことがディープインパクトに勝る魅力であった。三冠馬・ディープインパクトの全兄という血統から代替種牡馬として人気を集め、この年の新種牡馬としては最多となる150頭の種付けを行い、その後も毎年100頭以上の種付けを行っている。2012年に初年度産駒がデビューし、同年のデイリー杯2歳ステークスをテイエムイナズマが優勝、産駒の重賞初制覇となった。2012年のファーストシーズンサイアーランキングで1位となっている。
2015年の菊花賞でキタサンブラックが優勝し、産駒初のGI勝利を記録した。
2016年・2017年はキタサンブラックが年度代表馬になり、自身も中央競馬種牡馬ランキングで2年連続の10位に入った。
弟・ディープインパクトが2019年に死去した後も種牡馬生活を続けており、2025年にはカムニャックが優駿牝馬を優勝して産駒2頭目のGⅠ馬となった。

### 主な産駒

#### グレード制重賞優勝馬
太字はGI競走。
- 2010年産

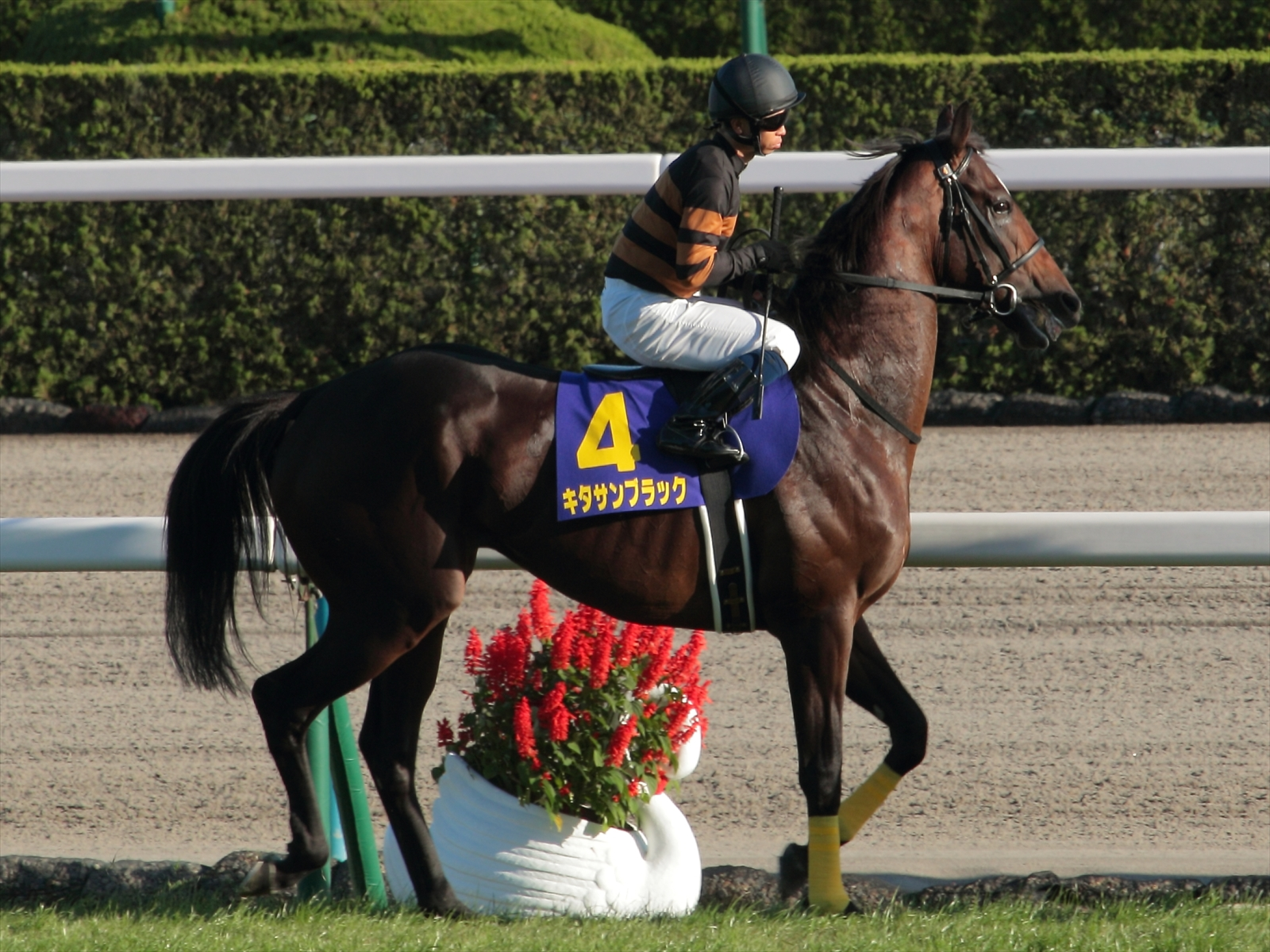
キタサンブラック（2012年産）

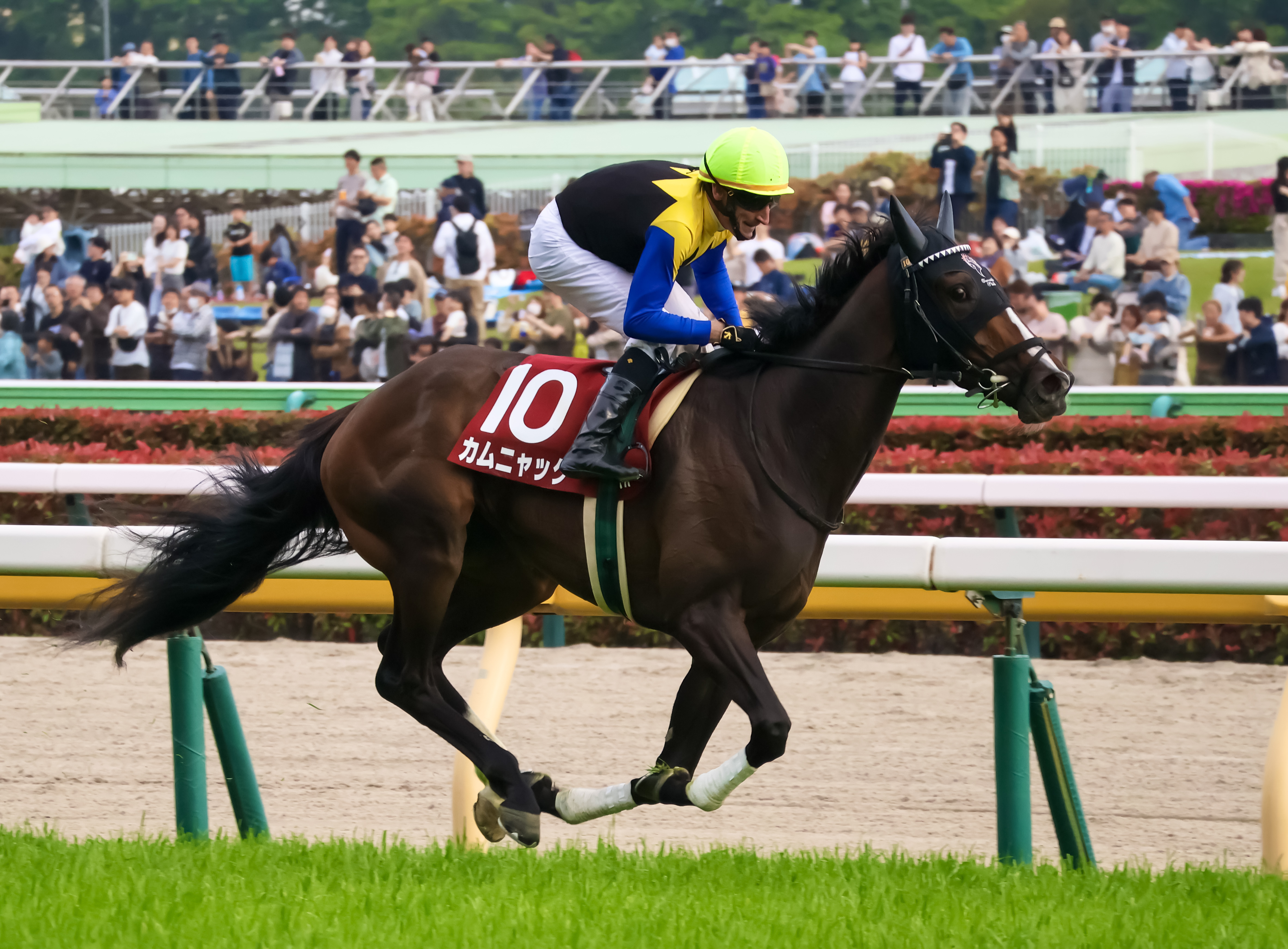
カムニャック（2022年産）

  - テイエムイナズマ（デイリー杯2歳ステークス）[47]
- 2011年産
  - マイネルフロスト（毎日杯）[48]
- 2012年産
  - タガノエスプレッソ（デイリー杯2歳ステークス、阪神ジャンプステークス、京都ジャンプステークス、京都ハイジャンプ）[49]
  - キタサンブラック（菊花賞、天皇賞（春）2回、ジャパンカップ、大阪杯、天皇賞（秋）、有馬記念、スプリングステークス、セントライト記念、京都大賞典）[50]
- 2014年産
  - ライジングリーズン（フェアリーステークス）[51]
- 2019年産
  - フェーングロッテン（2022年ラジオNIKKEI賞）[52]
- 2022年産
  - カムニャック（2025年優駿牝馬、フローラステークス）[53]

#### 地方重賞優勝馬
- 2010年産
  - デイジーギャル（ローレル賞）[54]
  - イワミノキズナ（ヤングチャンピオン）[55]
- 2011年産
  - ターントゥタイド（若鮎賞、はまなす賞）[56]
- 2012年産
  - コスモスピカ（夏至賞）[57]
- 2013年産

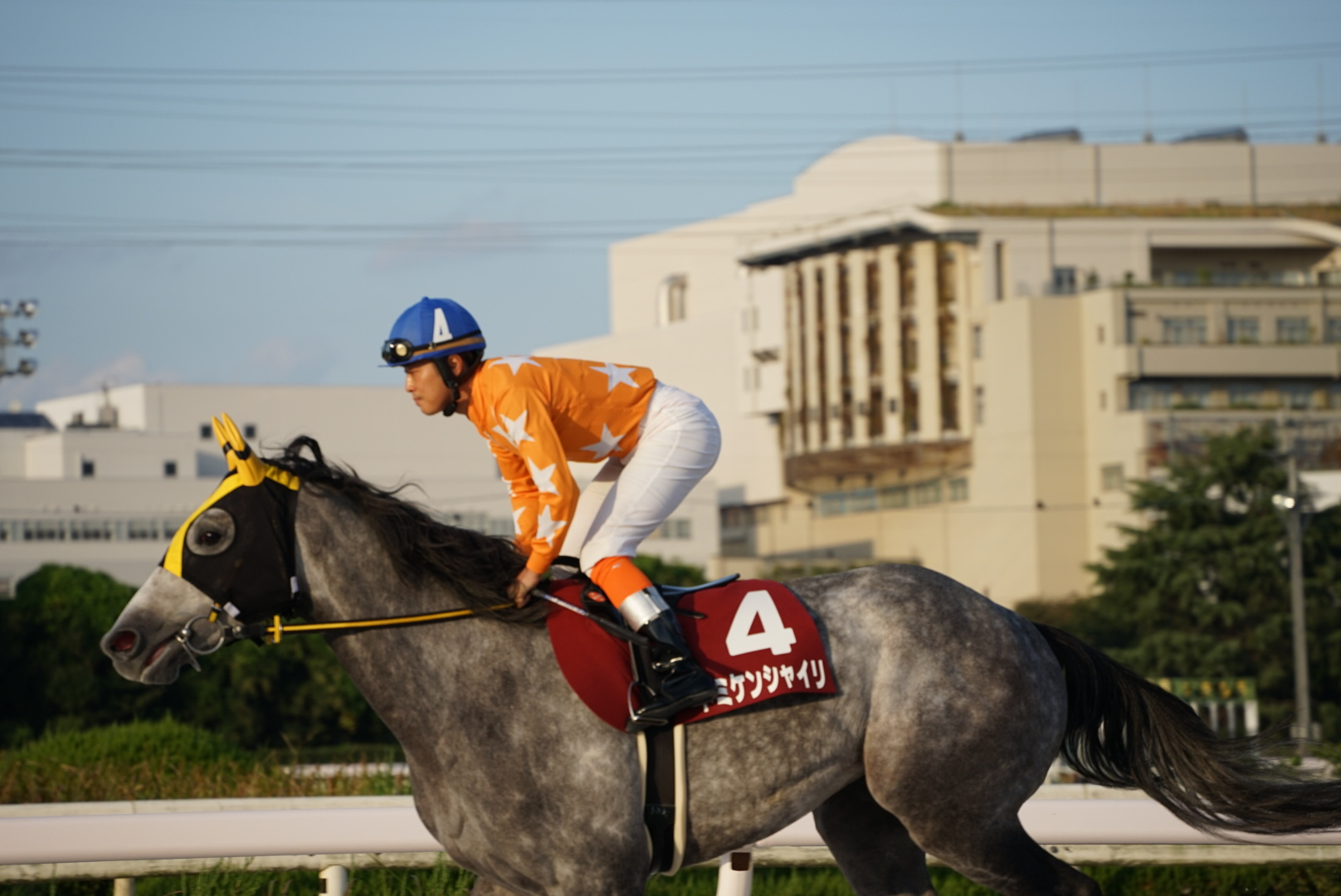
トミケンシャイリ（2018年産）

  - ブライトエンプレス（兼六園ジュニアカップ）[58]
  - メジャーリーガー（若鮎賞、若駒賞、南部駒賞）[59]
  - クラトイトイトイ（若草賞、東海クイーンカップ）[60]
  - シュエット（菊水賞）[61]
- 2014年産
  - テイエムチューハイ（霧島賞）[62]
- 2015年産
  - リコーワルサー（鎌倉記念）[63]
- 2016年産
  - タンクティーエー（サラブレッド大賞典）[64]
- 2017年産
  - ルヴァン（いしがきマイラーズ）[65]
  - プレシオーソ（日本海スプリント）[66]
- 2018年産
  - トミケンシャイリ（駿蹄賞、東海ダービー、秋の鞍、マイル争覇、梅見月杯）[67]

### 母の父としての主な産駒

#### グレード制重賞優勝馬
- 2020年産
  - タマモブラックタイ - 2023年ファルコンステークス（父デクラレーションオブウォー）

#### 地方重賞優勝馬
- 2016年産
  - サンロアノーク - 2023年白銀争覇（父シニスターミニスター）
- 2020年産
  - イケノシイチャン - 2022年フォーマルハウト賞（父エスポワールシチー）
  - ペップセ - 2023年クイーンカップ【笠松】、岐阜金賞、2024年撫子争覇（父ネロ）[68]

## 血統表
| ブラックタイドの血統                                             | ブラックタイドの血統                  | ブラックタイドの血統               | （血統表の出典）                   | （血統表の出典） |
| 父系                                                             | サンデーサイレンス系（ヘイロー系）    | サンデーサイレンス系（ヘイロー系） | サンデーサイレンス系（ヘイロー系） | [ § 2 ]          |
| 父 *サンデーサイレンス Sunday Silence 1986 青鹿毛 アメリカ       | 父の父Halo 1969 黒鹿毛 アメリカ       | Hail to Reason 1958                | Turn-to                            | Turn-to          |
| 父 *サンデーサイレンス Sunday Silence 1986 青鹿毛 アメリカ       | 父の父Halo 1969 黒鹿毛 アメリカ       | Hail to Reason 1958                | Nothirdchance                      |                  |
| 父 *サンデーサイレンス Sunday Silence 1986 青鹿毛 アメリカ       | 父の父Halo 1969 黒鹿毛 アメリカ       | Cosmah 1953                        | Cosmic Bomb                        | Cosmic Bomb      |
| 父 *サンデーサイレンス Sunday Silence 1986 青鹿毛 アメリカ       | 父の父Halo 1969 黒鹿毛 アメリカ       | Cosmah 1953                        | Almahmoud                          |                  |
| 父 *サンデーサイレンス Sunday Silence 1986 青鹿毛 アメリカ       | 父の母Wishing Well 1975 鹿毛 アメリカ | Understanding 1963                 | Promised Land                      | Promised Land    |
| 父 *サンデーサイレンス Sunday Silence 1986 青鹿毛 アメリカ       | 父の母Wishing Well 1975 鹿毛 アメリカ | Understanding 1963                 | Pretty Ways                        |                  |
| 父 *サンデーサイレンス Sunday Silence 1986 青鹿毛 アメリカ       | 父の母Wishing Well 1975 鹿毛 アメリカ | Mountain Flower 1964               | Montparnasse                       | Montparnasse     |
| 父 *サンデーサイレンス Sunday Silence 1986 青鹿毛 アメリカ       | 父の母Wishing Well 1975 鹿毛 アメリカ | Mountain Flower 1964               | Edelweiss                          |                  |
| 母 *ウインドインハーヘア Wind in Her Hair 1991 鹿毛 アイルランド | 母の父Alzao 1980 鹿毛 アメリカ        | Lyphard 1969                       | Northern Dancer                    | Northern Dancer  |
| 母 *ウインドインハーヘア Wind in Her Hair 1991 鹿毛 アイルランド | 母の父Alzao 1980 鹿毛 アメリカ        | Lyphard 1969                       | Goofed                             |                  |
| 母 *ウインドインハーヘア Wind in Her Hair 1991 鹿毛 アイルランド | 母の父Alzao 1980 鹿毛 アメリカ        | Lady Rebecca 1971                  | Sir Ivor                           | Sir Ivor         |
| 母 *ウインドインハーヘア Wind in Her Hair 1991 鹿毛 アイルランド | 母の父Alzao 1980 鹿毛 アメリカ        | Lady Rebecca 1971                  | Pocahontas                         |                  |
| 母 *ウインドインハーヘア Wind in Her Hair 1991 鹿毛 アイルランド | 母の母Burghclere 1977 鹿毛 イギリス   | Busted 1963                        | Crepello                           | Crepello         |
| 母 *ウインドインハーヘア Wind in Her Hair 1991 鹿毛 アイルランド | 母の母Burghclere 1977 鹿毛 イギリス   | Busted 1963                        | Sans Le Sou                        |                  |
| 母 *ウインドインハーヘア Wind in Her Hair 1991 鹿毛 アイルランド | 母の母Burghclere 1977 鹿毛 イギリス   | Highclere 1971                     | Queen's Hussar                     | Queen's Hussar   |
| 母 *ウインドインハーヘア Wind in Her Hair 1991 鹿毛 アイルランド | 母の母Burghclere 1977 鹿毛 イギリス   | Highclere 1971                     | Highlight                          |                  |
| 母系(F-No.)                                                      | (FN:2-f)                              | (FN:2-f)                           | (FN:2-f)                           | [ § 3 ]          |
| 5代内の近親交配                                                  | アウトブリード                        | アウトブリード                     | アウトブリード                     | [ § 4 ]          |
| 出典                                                             | 1. 2. 3. 4.                           | 1. 2. 3. 4.                        | 1. 2. 3. 4.                        | 1. 2. 3. 4.      |

3代母Highclereは1000ギニー（英GI）、ディアヌ賞（仏GI）など8戦3勝。このHighclereを起点として現在に至るまで牝系が築かれており、近親には活躍馬が揃っている。詳細はハイクレア一族の項目を参照。